# Миратовац
Миратовац (алб. Miratoc) је насеље у Србији у општини Прешево у Пчињском округу. Према попису из 2022. било је 2034 становника.

## Демографија
У насељу Миратовац живи 1568 пунолетних становника, а просечна старост становништва износи 27,4 година (26,5 код мушкараца и 28,3 код жена). У насељу има 635 домаћинстава, а просечан број чланова по домаћинству је 4,37.
Ово насеље је великим делом насељено Албанцима (према попису из 2002. године).
|  |

| Демографија | Демографија | Демографија |
| Година      | Становника  | Становника  |
| ----------- | ----------- | ----------- |
| 1948.       | 1.935       |             |
| 1953.       | 2.026       |             |
| 1961.       | 2.318       |             |
| 1971.       | 2.544       |             |
| 1981.       | 2.872       |             |
| 1991.       | 3.072       | 2.604       |
| 2002.       | 2.774       | 4.664       |
| 2022.       | 2.034       |             |

| Етнички састав према попису из 2002.‍ | Етнички састав према попису из 2002.‍ | Етнички састав према попису из 2002.‍ | Етнички састав према попису из 2002.‍ | Етнички састав према попису из 2002.‍ |
| ------------------------------------ | ------------------------------------ | ------------------------------------ | ------------------------------------ | ------------------------------------ |
|                                      |                                      |                                      |                                      |                                      |
| Албанци                              | Албанци                              |                                      | 2.731                                | 98,44%                               |
| Срби                                 | Срби                                 |                                      | 13                                   | 0,46%                                |
| Муслимани                            | Муслимани                            |                                      | 1                                    | 0,03%                                |
| Бошњаци                              | Бошњаци                              |                                      | 1                                    | 0,03%                                |
| непознато                            | непознато                            |                                      | 26                                   | 0,93%                                |

| Година пописа     | 1948. | 1953. | 1961. | 1971. | 1981. | 1991. | 2002. |
| ----------------- | ----- | ----- | ----- | ----- | ----- | ----- | ----- |
| Број домаћинстава | 287   | 295   | 330   | 332   | 381   | 416   | 635   |

| Број чланова      | 1  | 2  | 3  | 4   | 5   | 6  | 7  | 8  | 9 | 10 и више | Просек |
| ----------------- | -- | -- | -- | --- | --- | -- | -- | -- | - | --------- | ------ |
| Број домаћинстава | 49 | 97 | 71 | 111 | 126 | 97 | 48 | 23 | 3 | 10        | 4,37   |

| Пол    | Укупно | Неожењен/Неудата | Ожењен/Удата | Удовац/Удовица | Разведен/Разведена | Непознато |
| ------ | ------ | ---------------- | ------------ | -------------- | ------------------ | --------- |
| Мушки  | 831    | 236              | 555          | 32             | 4                  | 4         |
| Женски | 879    | 165              | 622          | 88             | 1                  | 3         |
| УКУПНО | 1.710  | 401              | 1.177        | 120            | 5                  | 7         |

| Пол    | Укупно                    | Пољопривреда, лов и шумарство | Рибарство                            | Вађење руде и камена | Прерађивачка индустрија       |
| ------ | ------------------------- | ----------------------------- | ------------------------------------ | -------------------- | ----------------------------- |
| Мушки  | 314                       | 146                           | 0                                    | 0                    | 24                            |
| Женски | 131                       | 118                           | 0                                    | 0                    | 2                             |
| УКУПНО | 445                       | 264                           | 0                                    | 0                    | 26                            |
| Пол    | Производња и снабдевање   | Грађевинарство                | Трговина                             | Хотели и ресторани   | Саобраћај, складиштење и везе |
| Мушки  | 1                         | 3                             | 13                                   | 0                    | 20                            |
| Женски | 0                         | 0                             | 0                                    | 0                    | 0                             |
| УКУПНО | 1                         | 3                             | 13                                   | 0                    | 20                            |
| Пол    | Финансијско посредовање   | Некретнине                    | Државна управа и одбрана             | Образовање           | Здравствени и социјални рад   |
| Мушки  | 1                         | 2                             | 15                                   | 35                   | 8                             |
| Женски | 0                         | 0                             | 0                                    | 3                    | 4                             |
| УКУПНО | 1                         | 2                             | 15                                   | 38                   | 12                            |
| Пол    | Остале услужне активности | Приватна домаћинства          | Екстериторијалне организације и тела | Непознато            | Непознато                     |
| Мушки  | 1                         | 0                             | 0                                    | 45                   | 45                            |
| Женски | 0                         | 0                             | 0                                    | 4                    | 4                             |
| УКУПНО | 1                         | 0                             | 0                                    | 49                   | 49                            |